# Speleogobius
Genre
Speleogobius est un genre de poissons de la famille des Gobiidae.

## Liste des espèces
Selon World Register of Marine Species (9 juillet 2024) :
- Speleogobius llorisi Kovačić, Ordines & Schliewen, 2016
- Speleogobius trigloides Zander & Jelinek, 1976

## Classification
Le nom valide complet (avec auteur) de ce taxon est Speleogobius Zander (d) & Jelinek (d), 1976.

### Étymologie
Le nom générique, Speleogobius, dérivé du grec ancien σπέος, spéos, « caverne, grotte », et du genre Gobius, fait référence à l'habitat de l'espèce Speleogobius trigloides.

### Publication originale
- (de) Claus Dieter Zander et Herbert Jelinek, « Zur demersen Fischfauna im Bereich der Grotte von Banjole (Rovinj/YU) mit Beschreibung von Speleogobius trigloides n. gen. n. sp. (Gobiidae, Perciformes) », Mitteilungen aus dem Hamburgischen Zoologischen Museum und Institut, Allemagne, vol. 73,‎ novembre 1976, p. 265-280 (ISSN 0072-9612).